# Mahmoud Tounsi
Pour les articles homonymes, voir Tounsi.
Œuvres principales
Espace (1973)
Compléments
Maire de Menzel Temime (2000-2001)
Mahmoud Tounsi (arabe : محمود التونسي), né le 13 décembre 1944 à Menzel Temime et mort le 12 avril 2001 dans la même ville, est un écrivain et peintre tunisien.

## Biographie
Mahmoud Tounsi suit d'abord des études primaires dans sa ville natale puis des études secondaires à Tunis avant d'entrer à l'École des beaux-arts de Tunis où il a notamment Abdelaziz Gorgi comme professeur. Fonctionnaire dans l'administration puis au siège de l'ERTT, il devient ensuite professeur d'arts plastiques au lycée de Menzel Temime. Il épouse Nesria Saïdi, le 20 août 1972 à Menzel Temime, et séjourne avec elle deux ans à Paris, avant de revenir en Tunisie au milieu des années 1970. 
Militant politique, il est l'un des fondateurs en 1977 du Conseil national des libertés qui conduit à la création de la Ligue tunisienne des droits de l'homme. Il commence alors à s'intéresser à la peinture et expose régulièrement, individuellement ou en groupe, à partir des années 1980 ; il vendait aussi certaines de ses peintures. Après avoir milité au sein du Mouvement des démocrates socialistes, il rejoint les rangs du Rassemblement constitutionnel démocratique où il assume les fonctions de secrétaire général adjoint du comité de coordination de Nabeul. Par la suite, en 2000, il devient maire de sa ville natale.
Le 12 avril 2001, alors qu'il souhaite y construire un théâtre romain et qu'il doit se rendre au ministère de la Culture pour discuter du projet, il meurt dans un accident de la route.

## Œuvre
La production littéraire de Tounsi, bien que variée, est limitée même si elle occupe une place de choix dans la production littéraire arabophone tunisienne. Son unique recueil de nouvelles, Espace, publié en 1973 par la Maison tunisienne de l'édition le place parmi les écrivains d'avant-garde. Pour Taoufik Baccar (ar) et Salah Garmadi, ils « participaient d'une démarche commune qui se fondait, en théorie, sur un double refus et une proposition » : le refus des codes de la littérature arabe ancienne et de la poétique occidentale moderne et « l'expérimentation dont l'espace doit être l'entre-deux ». Tounsi témoigne dans ce contexte « d'un grand effort d'invention pour nous faire voir et sentir à neuf les êtres et les choses ».